# Louise Sturmfeder von Oppenweiler
Titre
dame de la cour auprès des Habsbourg
Louise Sturmfeder (née Maria Aloisia Freiin Sturmfeder von Oppenweiler, Erbsassin Lerch von und zu Dirmstein, à Esslingen am Neckar le 3 octobre 1789 et morte à Vienne le 10 septembre 1866) est une dame de la cour au service de la Maison de Habsbourg-Lorraine et la gouvernante des enfants de l'archiduc François-Charles d'Autriche : les futurs empereurs François-Joseph d'Autriche, et Maximilien du Mexique, ainsi que de leurs frères et sœur. 

## Biographie
Louise Sturmfeder von Oppenweiler est issue de la famille noble des Sturmfeder von Oppenweiler Erbsassen Lerch von und zu Dirmstein. Elle est la fille du conseiller du Palatinat Carl Theodor Reichsfreiherr Sturmfeder von Oppenweiler (1748-1799) et de son épouse Maria Karoline, baronne von Greiffenclau zu Vollrads (1760-1800).

## Dame de la cour Autrichienne et éducatrice des princes

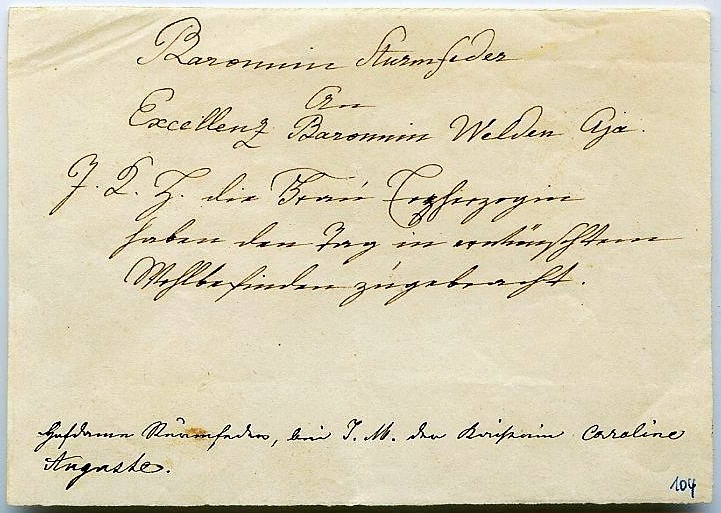
Note manuscrite de Louise de Sturmfeder à une autre dame d'honneur

Le frère aîné du ministre des affaires étrangères autrichien Johann Philipp von Stadion la recommande en 1830 à l'empereur François II lorsque l'archiduchesse Sophie, mère potentielle de l'héritier du trône, devient enceinte et recherche une gouvernante pour s'occuper de l'enfant à naître. 
La baronne Sturmfeder vit à Vienne à partir de 1830, date de la naissance du futur empereur François-Joseph d'Autriche. Pour l'archiduchesse Sophie et son mari l'archiduc François-Charles, François-Joseph est le premier enfant vivant après plusieurs fausses couches. Louise Sturmfeder devient sa gouvernante et, comme souvent dans les Maisons souveraines où les parents ne côtoient pas leurs enfants, presque une seconde mère. Elle occupe ensuite les mêmes fonctions auprès des frères et sœur cadets du futur empereur, l'archiduc Maximilien (1832-1867), (plus tard empereur du Mexique), Charles-Louis (1833-1896) et l'archiduchesse Marie Anne (1835-1840). Dans une moindre mesure, elle éduque également le puîné des archiducs Louis-Victor (1842-1919). 
Les enfants idolâtrent leur éducatrice et la surnomment « Ami » ou « Aja ». À propos de sa relation avec le futur empereur François-Joseph, l'historien Otto Ernst écrit : « Diese Frau ist eine der interessantesten Figuren und der rührendsten Erscheinungen im Leben Franz Josephs. Sie übte auf die Entwicklung seines Charakters und die Entfaltung seines Wesens in seelischer und körperlicher Hinsicht unbeschreiblich großen Einfluß aus. » On dit de l'archiduc Maximilien qu'il sanglotait au départ de Louise Sturmfeder : « Ich liebe Dich so sehr, wie Du den Franzi (seinen Bruder Franz-Joseph) liebst ! »
Sur la suggestion de la baronne Sturmfeder, tous les enfants princiers doivent apprendre des rudiments de la langue bohème dès l'âge de deux ans. Les petits archiducs sont séparés de leur nourrice à l'âge de six ans. Après chaque naissance au foyer du couple formé par archiduc François-Charles et l'archiduchesse Sophie, une nouvelle nourrice est désignée, et plusieurs bonnes, du personnel de cuisine et des laquais sont engagés, formant une petite cour autour des enfants. Louise Sturmfeder est responsable de l'ensemble du personnel de tous ces enfants princiers et elle les élève de manière indépendante, la plupart du temps sans l'ingérence des parents. 
La baronne Sturmfeder est jugée sérieuse : « une âme touchante, mais dotée d'un caractère déterminé, intelligent et sain. » De plus, elle a un « esprit profondément religieux » et voue une « loyauté illimitée » à la maison des Habsbourg-Lorraine.
Lorsque les enfants quittent leur éducatrice, Louise Sturmfeder entre au service de l'impératrice douairière Caroline Auguste en qualité de dame de la cour.
Jusqu'à sa mort, la baronne demeure à la Hofburg, au-dessus du Michaelertor, où elle est morte en 1866.
Louise Sturmfeder a également aidé à élever les enfants de l'empereur François-Joseph. Ce dernier lui rend personnellement visite plusieurs fois alors qu'elle était mourante.